# バーミングハム運動
バーミングハム運動（Birmingham campaign）は、マーティン・ルーサー・キング・ジュニアと南部キリスト教指導者会議 (SCLC)が組織し展開した、公民権運動の中の戦略的運動のひとつ。アラバマ州バーミングハムにおけるアフリカ系アメリカ人に対する不平等に注目を集めた。この運動は1963年春に行なわれ、黒人の若者と白人側の市当局との対立を広く知らしめることになり、最終的には市政府に差別的な法律を変えさせる圧力となった。キング牧師率いる運動家らは、不公正と考えられる法律に対して、非暴力による直接行動の戦術を用いた。
1960年代初め、バーミングハムは米国でも最も人種分離の激しい都市のひとつで、黒人市民らは暴力による報復と同様に、法的および経済的な格差に直面していた。この運動では、全ての人種に雇用機会を与え、公共施設やレストラン、店舗における人種差別を終わらせるために、企業家に圧力を与えるボイコットが採用された。
企業家らがボイコットに抵抗すると、SCLCの運動家ワイアット・ティー・ウォーカーとバーミングハム住人のフレッド・シャトルワース牧師は、Confrontation（対立）の頭文字Cをとって「プロジェクトC」と名付けた一連のシットインとデモ行進を開始し、大量逮捕の誘発を目論んだ。大量逮捕によって運動に参加する大人のボランティアが足りなくなると、SCLCのジェイムス・ビーヴェルに訓練された高校生、大学生、さらには小学生らがデモ行進に参加し、数百名の逮捕者を出した。抗議活動をやめさせるために、ユージーン・"ブル"・コナー署長が率いるバーミングハム警察は、子供たちや無関係の見物人に対しても消防用の高圧放水と警察犬を用いた。これらの出来事を伝えるマスコミ報道によって、南部の人種差別は非常に強く注目されるようになった。
運動で繰り広げられた暴力的なシーンには世界から抗議の声が上がり、ジョン・F・ケネディ政権による連邦政府の介入まで引き起こした。運動の終結までにキングの名声は高まり、コナーは失職し、バーミングハムでのジム・クロウ法を示す標識は取り外され、公共の場所は黒人にとってよりオープンになった。
効果的に街の機能を止めたことで、バーミングハム運動はその後の直接行動の抗議の手本となった。黒人のアメリカ人への不当な扱いにマスコミの注目を引きつけることで、運動は人種差別の問題において全国的な力を生み出した。バーミングハムでの人種差別撤廃は段階的にゆっくりと進んだにせよ、運動自体は1964年公民権法の成立に向けて国を後押しする重要な要因となった。